# Ebed-Melech
Ebed-Melech ist eine Gestalt der Hebräischen Bibel im Buch Jeremia (Jer 38–39 ).

## Etymologie
Der hebräische Personenname עֶבֶד־מֶלֶךְ ‘ævæd mælækh ist eine Genitivverbindung bestehend aus Grundwort und Bestimmungswort. Das Grundwort ist das Substantiv עֶבֶד ‘ævæd „Sklave / Knecht / Diener“, das Bestimmungswort das Substantiv מֶלֶךְ mælækh „König“. Der Name bedeutet daher „Knecht des Königs“. Mit „König“ könnte zunächst der jeweilige irdische Herrscher gemeint sein. Und so lautet der in 2 Sam 18,29  erwähnte Titel עֶבֶד הַמֶּלֶךְ ‘ævæd hammælækh „Knecht des Königs“ fast gleich, mit dem Unterschied, dass die Verbindung durch den bestimmten Artikel -הַ ha- determiniert ist, wohingegen der Name auch ohne Artikel determiniert sein kann. Berücksichtigt man aber als Kontext der Namensgebung die Geburt eines Kindes, so kann im Namen nur der „göttliche König“ gemeint sein. מֶלֶךְ mælækh ist in diesem Namen folglich theophores Element, wobei unklar bleibt, ob damit JHWH gemeint ist, der als „König“ angesprochen wird, oder eine andere Gottheit.
Der Name ist auch außerbiblisch bezeugt, so keilschriftlich Ab-di-mil-ku bzw. Ab-di-mil-ki, ugaritisch ‘BDMLK und phönizisch und punisch עבדמלך ‘BDMLK, altsüdarabisch ‘BDMLK und nabatäisch ‘BDMLKW.
Personennamen der Bedeutung „Knecht des [...]“ sind häufig. Weitere Beispiele sind Abdeël (עַבְדְּאֵל ‘vdə’el), Abdiël (עַבְדִּיאֵל ‘vdî’el, beide „Knecht Gottes“), Ebed (עֶבֶד ‘ævæd), Abda (עַבְדָּא ‘avdā’), Abdi (עַבְדִּי ‘vdî), Abdon (עַבְדֹּון ‘avdôn, alle „Knecht (Gottes)“).
Die Septuaginta gibt den Namen als Αβδεμελεχ Abdemelech wieder (allerdings wegen des anderen Aufbaus des Jeremiabuches in der Septuaginta an abweichenden Stellen: 45,7 .10 .11 ; 46,16 ). Die Vulgata gibt den Namen als Abdemelech wieder (an den gleichen Stellen wie die hebräische Bibel).

## Biblische Erzählung
Ebed-Melech diente als Kämmerer am Hof des judäischen Königs Zidkija. Zidkija hatte Jeremia in eine Zisterne werfen lassen, da dieser den Untergang Jerusalems durch die Babylonier vorausgesehen hatte. Es war eine Prophezeiung, die Zidkija nicht akzeptieren konnte. Ebed-Melech glaubte Jeremias Worten und erbat sich vom König, den Propheten aus der Zisterne zu befreien. Zidkija gewährte es ihm. Mit „zerrissenen alten Lumpen“, die Ebed-Melech mit einem Seil verband, zog er Jeremia aus dem Brunnen.
Kurz vor der Einnahme Jerusalems durch die Babylonier gewährte Gott Jeremia, seinen Retter Ebed-Melech zu warnen und ihm zu versichern, dass ihm nichts durch die Babylonier geschehen werde. Über das weitere Schicksal Ebed-Melechs verliert die Bibel kein Wort.

## Verfilmung
In der 1998 produzierten Bibelverfilmung „Die Bibel – Jeremia“ verkörpert der Brite Jolyon Stephenson die Gestalt des Ebed-Melech.